# Gnomon
Gnomon (iz   γνώμων (gnṓmōn) 'tisti, ki ve ali preučuje') je del sončne ure (trikotna plošča), stile  pa je njegov nagnjen rob, ki meče senco na vodoravno številčnico sončne ure. Izraz se uporablja za različne namene v matematiki in na drugih področjih.

## Zgodovina
Poslikana palica iz leta 2300 pr. n. št., ki je bila izkopana na astronomskem mestu Taosi, je najstarejši znani gnomon na Kitajskem. Gnomon so v starodavni Kitajski od 2. tisočletja pr. n. št. pogosto uporabljali za določanje sprememb letnih časov, orientacije in geografske širine. Stari Kitajci so uporabljali meritve senc za izdelavo koledarjev, ki so omenjeni v več starodavnih besedilih.
Glede na zbirko kitajskih pesniških antologij Džou Klasika poezije je eden od daljnih prednikov kralja Vena iz dinastije Džou uporabljal merjenje dolžine senc gnomonov, da bi določil orientacijo okoli 14. stoletja pr. n. št.
Starogrški filozof Anaksimander (610–546 pr. n. št.) je zaslužen za uvedbo tega babilonskega instrumenta starim Grkom.
Starogrški matematik in astronom Oinopid je uporabil besedno zvezo narisano kot gnomon, da bi opisal črto, narisano pravokotno na drugo. Kasneje je bil izraz uporabljen za instrument v obliki črke L, kot je jekleni kvadrat, ki se uporablja za risanje pravih kotov. Ta oblika lahko pojasni njegovo uporabo za opis oblike, ki nastane z rezanjem manjšega kvadrata iz večjega. Evklid je izraz razširil na ravninski lik, ki nastane z odstranitvijo podobnega paralelograma iz vogala večjega paralelograma. Dejansko je gnomon prirastek med dvema zaporednima figurativnima številoma, vključno s kvadratnimi in trikotnimi številkami.

### Opredelitev Herona iz Aleksandrije
Starogrški matematik in inženir Heron iz Aleksandrije je definiral gnomon kot tisto, kar, ko se entiteti (številu ali obliki) doda ali odšteje, naredi novo entiteto podobno začetni entiteti. V tem smislu ga je Teon I. iz Smirne uporabil za opis števila, ki je dodano mnogokotniškemu številu, proizvede naslednjega istega tipa. Najpogostejša uporaba v tem smislu je liho celo število, zlasti če ga vidimo kot figurativno število med kvadratnimi števili.

### Vitruvij
Vitruvij omenja gnomon kot gnonomice v prvem stavku 3. poglavja v 1. zvezku svoje knjige De Architectura. Ta latinski izraz gnonomice pušča prostor za razlago. Kljub podobnosti z γνωμονικός (ali njegovo žensko obliko γνωμονική) se zdi malo verjetno, da se Vitruvij sklicuje na sodbo na eni strani ali na oblikovanje sončnih ur na drugi. Zdi se, da je bolj primerno domnevati, da se sklicuje na geometrijo, vedo, na katero se gnomoni močno zanašajo. V tistih časih so bili izračuni izvedeni geometrijsko, v popolnem nasprotju z algebraičnimi metodami, ki se uporabljajo danes. Tako se zdi, da posredno misli na matematiko in geodezijo.

## Luknjičasti gnomoni
Perforirani gnomoni, ki projicirajo luknjičasto podobo Sonca, katerega lokacijo je mogoče izmeriti, da bi ugotovili čas dneva in leto, so bili opisani v kitajskem Zhoubi Suanjingu, ki so morda že v zgodnjem Džouju (11. stoletje pr. n. št.), vendar so ohranjeni le v oblikah iz leta vzhodni Han (3. stoletje).
Na Bližnjem vzhodu in v Evropi so ga ločeno pripisovali egiptovskemu astronomu in matematiku Ibn Junisu okoli leta 1000 n. št. Italijanski astronom, matematik in kozmograf Paolo dal Pozzo Toscanelli je povezan z namestitvijo bronaste plošče z okroglo luknjo leta 1475 v kupolo stolnice v Firencah, da bi projiciral podobo Sonca na tla stolnice. Z oznakami na tleh pove točen čas vsakega poldneva (domnevno v pol sekunde točno) in tudi datum poletnega Sončevega obrata. Italijanski matematik, inženir, astronom in geograf Leonardo Ximenes je leta 1756 rekonstruiral gnomon po svojih novih meritvah.

## Orientacija
Na severni polobli je rob gnomona sončne ure, ki meče senco, običajno usmerjen tako, da kaže proti severu in je vzporeden z rotacijsko osjo Zemlje. To pomeni, da je nagnjen proti severnemu obzorju pod kotom, ki je enak zemljepisni širini lokacije sončne ure. Trenutno naj bi takšen gnomon kazal skoraj natančno na Severnico, saj je ta znotraj 1° od severnega nebesnega pola.
Na nekaterih sončnih urah je gnomon navpičen. V preteklosti so jih običajno uporabljali za opazovanje nadmorske višine Sonca, zlasti na poldnevniku.

## V računalniški grafiki
Trirazsežni gnomon se običajno uporablja v CAD in računalniški grafiki kot pomoč pri pozicioniranju predmetov v virtualnem svetu. Po dogovoru je smer osi {\displaystyle x\!\,} obarvana rdeče, os {\displaystyle y\!\,} zeleno in os {\displaystyle z\!\,} modro. Nasini astronavti so uporabili gnomon kot fotografsko orodje za označevanje krajevne vertikale in za prikaz barvne karte, ko so delali na Lunini površini.

## V popularni kulturi
Gnomon Saint-Sulpice znotraj pariške cerkve, Église Saint-Sulpice, zgrajen za pomoč pri določanju datuma velike noči, je bil v romanu Da Vincijeva šifra izmišljen kot 'Rožna črta'.